# Tarantelnebulosan
Tarantelnebulosan, även NGC 2070 är en H II-region i Stora magellanska molnet.

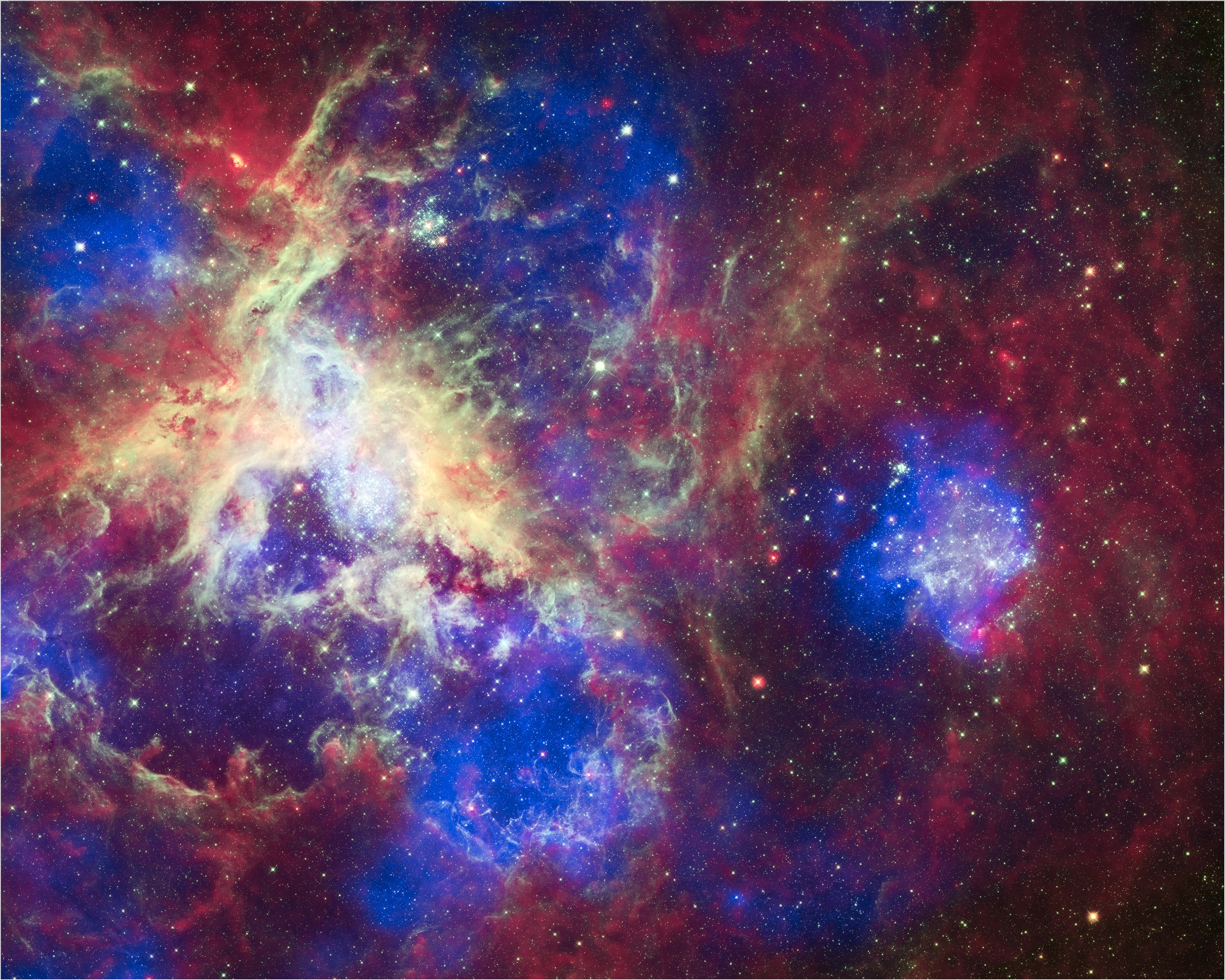
Ett foto taget med Hubbleteleskopet som visar det stjärnbildande området vid Tarantelnebulosan.

Om den vore lika nära jorden som Orionnebulosan skulle den lysa så starkt att den kastade skuggor.

## Stjärnhopar
I nebulosans centrum finns den täta stjärnhopen R136, med lysande superjättestjärnor (diameter 35 ljusår). Där upptäckte astronomer 2010 den hittills tyngsta kända stjärnan, R136a1, med en massa på 265 solmassor.
Förutom R136 finns det i Tarantelnebulosan också en äldre stjärnhop, Hodge 301, med en ålder på 20–25 miljoner år. Den tyngsta stjärnan i denna stjärnhop har redan exploderat som supernova.
Den närmaste supernova som observerats sedan astronomerna fått tillgång till teleskop, supernova 1987A, skedde i utkanten av Tarantelnebulosan.